# 许国俊
许国俊，中國官員，曾任中国银行广东开平支行行长，後來潜逃20年並逃往加拿大。被抓回中國後因為涉案23億元人民幣而被判无期徒刑。